# Contea di Cass (Michigan)
La contea di Cass, in inglese Cass County, è una contea dello Stato del Michigan, negli Stati Uniti. La popolazione al censimento del 2000 era di 51 104 abitanti. Il capoluogo di contea è Cassopolis. Howard